# Anime Limited
Anime Limited, також відома як All the Anime (у Франції як @Anime) — британська компанія-дистриб'ютор аніме продукції, орієнтованої на європейську авдиторію зі штаб-квартирою у Глазго, Шотландія. Компанію заснував 2013 року Ендрю Петрідж, відомий своєю роботою в Scotland Loves Animation. Компанія реалізує випуск як старих, так і порівняно нових творів індустрії аніме. З 2015 по 2018 роки компанія була основним дистриб'ютором аніме у Великій Британії та Ірландії для Funimation.
У жовтні 2022 року компанію придбала німецько-австрійська медіакомпанія Plaion, зробивши її дочірнім підрозділом свого відділення Plaion Pictures.

## Історія
14 грудня 2012 року представник Kazé у Великій Британії та режисер Scotland Loves Animation Ендрю Партрідж запустив веб-сайт для Anime Limited, оголосивши про відкриття нової компанії-дистриб'ютора аніме продукції на британському ринку. Вже 22 грудня 2012 року Anime Limited оголосила про своє перше придбання прав на розповсюдження культового тайтлу Ковбой Бібоп, з запланованим на 3 квартал 2013 року випуском DVD та Blu-Ray дисків.
4 жовтня 2013 року Anime Limited повідомили про співпрацю з французьким потоковим сервісом Wakanim для запуску британської версії сайту та розширенні каталогу Anime Limited.
У березні 2014 року засновник Kazé Седрік Літтарді та Anime Limited відкрили @Anime, французький підрозділ Anime Limited, де перші тайтли почали з'являтися у вересні 2014 року.
17 липня 2017 року Viceland UK у партнерстві з Anime Limited запустили кампанію нічного аніме показу. 27 жовтня 2017 року Anime Limited повідомили про заснування музичного лейбла «All The Anime Music» і оголосили про плани випустити оригінальні саундтреки до A Shape of Light і Триган. Лейбл офіційно запустили у 2019 році, а A Shape of Light і саундтреки до FLCL були випущені як їх перші вінілові релізи пізніше того ж року.
25 жовтня 2019 року Anime Limited оголосили про запуск функції дубляжу до деяких своїх тайтлів, що стануть доступні для потокової трансляції на Channel 4, у форматі блоку «100 Hours of Anime» (досл.: 100 годин аніме).
13 травня 2020 року було оголошено про проведення віртуальної конвенції Cloud Matsuri, яка відбулася 30—31 травня 2020 року. У заході взяли участь гості з Science SARU, Orange, Crunchyroll, Polygon Pictures, MangaPlanet, Anime Limited і Manga Entertainment. 25 травня 2020 року Anime Limited запустили потоковий сервіс Screen Anime — «онлайн-кінофестиваль» зі щомісячним оновленням каталогу фільмів. Сервіс припинив свою діяльність 25 травня 2021 року. Також під час Cloud Matsuri Anime Limited повідомила, що отримала ліцензію для випуску на Blu-ray Neon Genesis Evangelion та двох фільмів: Evangelion: Death (True)² і The End of Evangelion, ставши першою компанією за межами Японії, що випустила серіал на Blu-ray.
18 жовтня 2022 року австрійська медіакомпанія Plaion придбала Anime Limited за нерозголошену суму, зробивши її дочірнім підрозділом свого відділення Plaion Pictures.